# Библија (мини-серија)
Библија (енгл. The Bible) америчка је телевизијска серија коју су створили Рома Дауни и Марк Бернет за History. Представља екранизацију Библије. Глумачку поставу предводе Диого Моргадо, Рома Дауни, Дарвин Шо и Ендру Скарборо.
Серија је добила изузетно позитивне рецензије и огромну гледаност. Била је номинована за три награде Еми. Успех је довео до настанка дугометражног филма Син Божји, као и мини-серије После Христа која представља њен наставак.

## Радња
Библија је екранизација десет библијских прича Старог и Новог завета. Свака од десет библијских прича испричана је кроз глуму и обраду најсавременијом рачунарском технологијом.

## Улоге
| Глумац         | Улога  |
| -------------- | ------ |
| Диого Моргадо  | Исус   |
| Рома Дауни     | Марија |
| Дарвин Шо      | Петар  |
| Ендру Скарборо | Јошуа  |

## Епизоде
| Бр. еп. | Наслов | Редитељ           | Сценариста                                                                       | Премијера      | Гледаност у САД (милиони) |
| ------- | ------ | ----------------- | -------------------------------------------------------------------------------- | -------------- | ------------------------- |
| 1       |        | Криспин Рис       | Ричард Бесер, Александер Маренго, Колин Свош и Ник Јанг                          | 3. март 2013.  | 13,10                     |
| 2       | Exodus | Криспин Рис       | Ричард Бедсер и Александер Маренго                                               | 3. март 2013.  | 13,10                     |
| 3       |        | Тони Мичел        | Ричард Бедсер, Адам Розентал и Ник Јанг                                          | 10. март 2013. | 10,80                     |
| 4       |        | Тони Мичел        | Ричард Бедсер, Колин Свош и Ник Јанг                                             | 10. март 2013. | 10,80                     |
| 5       |        | Криспин Рис       | Ричард Бедсер и Ник Јанг                                                         | 17. март 2013. | 10,90                     |
| 6       |        | Криспин Рис       | Ричард Бедсер и Ник Јанг                                                         | 17. март 2013. | 10,90                     |
| 7       |        | Кристофер Спенсер | Ричард Бедсер, Кристофер Спенсер и Ник Јанг                                      | 24. март 2013. | 10.30                     |
| 8       |        | Кристофер Спенсер | Ричард Бедсер, Кристофер Спенсер, Колин Свош и Ник Јанг                          | 24. март 2013. | 10,30                     |
| 9       |        | Кристофер Спенсер | Ричард Бедсер, Кристофер Спенсер, Абрахам Кристен Лијандо, Колин Свош и Ник Јанг | 31. март 2013. | 11,70                     |
| 10      |        | Тони Мичел        | Ричард Бедсер, Кристофер Спенсер и Ник Јанг                                      | 31. март 2013. | 11,70                     |